# Paula Abdul

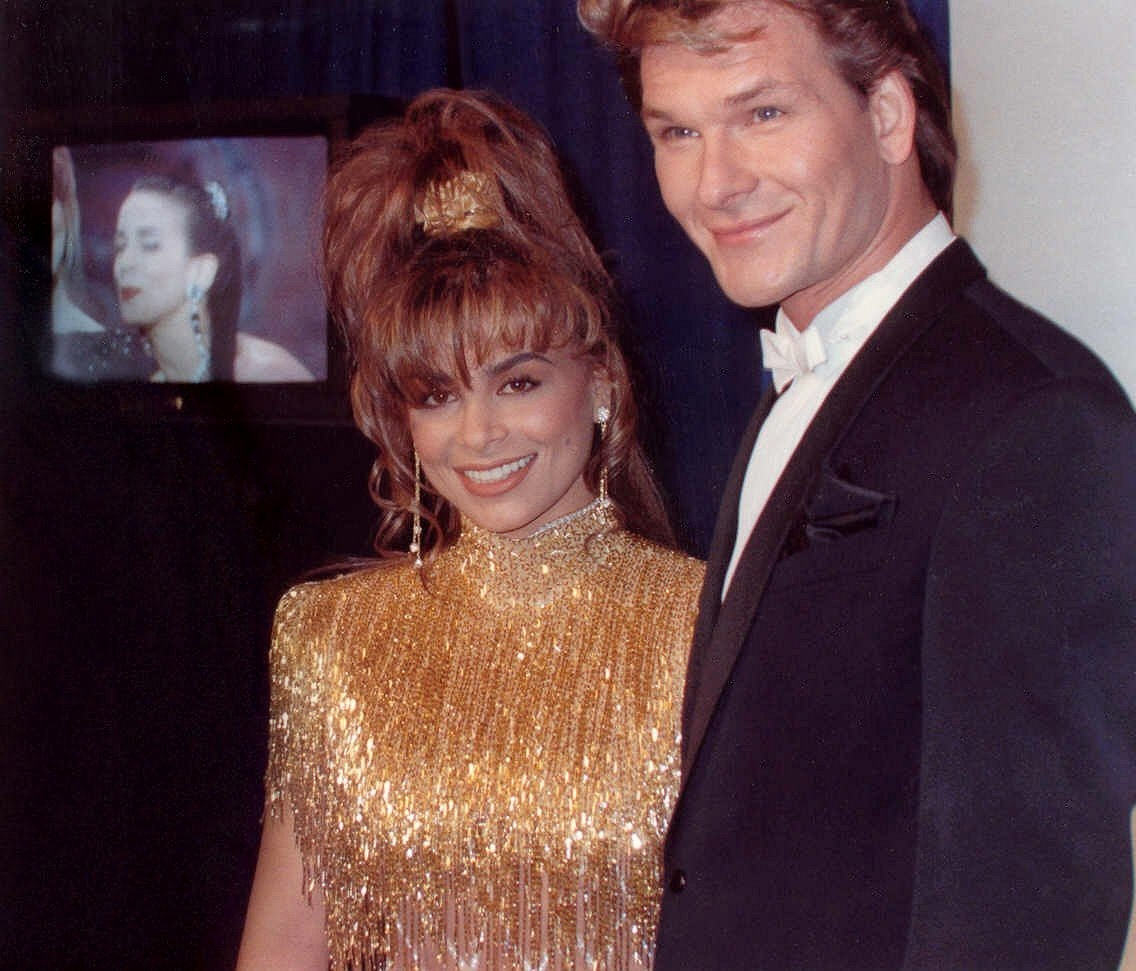
Paula Abdul och Patrick Swayze vid Grammy Awards 1990.

Paula Abdul, född 19 juni 1962 i San Fernando, Kalifornien, är en amerikansk popsångare, dansare och koreograf. Abdul fick sitt stora genombrott med singeln "Straight Up" 1988.

## Biografi
Under sju år var Abdul den enda kvinnliga jurymedlemmen i American Idol, men till säsong åtta fick hon sällskap av Kara DioGuardi. I augusti 2009 meddelade Abdul att hon slutar i programmet. Hennes ersättare blev Ellen DeGeneres.
Paula Abdul har även medverkat i den amerikanska tv-serien Drop Dead Diva, där hon spelade sig själv i flertal avsnitt.

### Privatliv
Abdul är dotter till konsertpianisten Lorraine Rykiss. 
Åren 1992-1994 var Paula Abdul gift med Emilio Estevez. Hon hade även ett förhållande med artisten Prince under slutet av 1980-talet.

## Utmärkelser
Som koreograf har Abdul vunnit två Emmy Awards.

## Diskografi

### Studioalbum
- 1988 – Forever Your Girl
- 1991 – Spellbound
- 1995 – Head over Heels

### Samlingsalbum
- 1990 – Shut Up and Dance (remixalbum)
- 1999 – Greatest
- 2000 – Paula Abdul: Greatest Hits
- 2007 – Greatest Hits: Straight Up!
- 2011 – 10 Great Songs
- 2012 – Straight Up!: The Very Best of Paula Abdul

### Singlar
- "Knocked Out" (1988)
- "(It's Just) The Way That You Love Me" (7 maj 1988)
- "Straight Up" (1988)
- "Forever Your Girl" (1989)
- "Cold Hearted" (22 augusti 1989)
- "Opposites Attract" (28 november 1989)
- "Rush Rush" (2 maj 1991)
- "The Promise of a New Day" (1991)
- "Blowing Kisses in the Wind" (17 oktober 1991)
- "Vibeology" (30 januari 1992)
- "Will You Marry Me?" (1992)
- "My Love Is for Real" (1995)
- "Crazy Cool" (22 augusti 1995)
- "Ain't Never Gonna Give You Up" (9 januari 1996)
- "Dance Like There's No Tomorrow" (18 januari 2008; med Randy Jackson)
- "Here for the music" (2009)